# Linzer Torte (Operette)
Linzer Torte ist eine Operette mit der Musik von Ludwig Schmidseder, dem Libretto von Ignaz Brantner und Hans Gustl Kernmayr, und den Liedtexten von Aldo von Pinelli und Ignaz Brantner. Das Werk erlebte seine Uraufführung am 26. Mai 1944 am Landestheater Linz. Sie ist der Mehlspeise Linzer Torte gewidmet.
Das Werk wurde 1944 und auch 1946 am Landestheater Linz aufgeführt. Im Jahr 2010 wurde die Operette halbszenisch im Passage-Kaufhaus in Linz gezeigt.

## Musikalische Höhepunkte
- Linzer Torte (Walzer)
- Komm fahr mit mir auf dem Ringelspiel
- Wenn sich zwei junge Herzen finden
- Auf einer kleinen Bank zu küssen
- Mei Muatterl und ich
- Ischler Marsch

## Tonträger
Ein Querschnitt der Operette wurde mit dem Münchner Rundfunkorchester unter der Leitung von Werner Schmidt-Boelcke vom Bayerischen Rundfunk in den 1950er Jahren produziert.